# Década de 980
Séculos: Século IX - Século X - Século XI
Décadas: 950 960 970 - 980 - 990 1000 1010
Anos: 980 - 981 - 982 - 983 - 984 - 985 - 986 - 987 - 988 - 989